# جنگ کرموز
جنگ کرموز (به عربی: حرب کرموز) (همچنین شناخته شده با نام تسلیم‌ناپذیر یا تسلیم‌نشده (به انگلیسی: No Surrender) در آمریکا) فیلم مصری در ژانر اکشن و جنایی به کارگردانی پیتر میمی می‌باشد. از ستارگان این فیلم می‌توان به امیر کارارا، محمود حمیدا، غاده عبدالرازق، بایومی فوئد و مصتفی الخاطر اشاره کرد. فیلم جنگ کرموز پرفروش‌ترین فیلم سینمای مصر در سال ۲۰۱۸ شد.

## داستان فیلم
این رویداد دربارهٔ یک افسر پلیس مصر به نام سروان یوسف المصری (امیر کارارا) است که در محله کرموز اسکندریه زندگی می‌کند می‌باشد. این فیلم به دوران حکومت پادشاه فاروق قبل از انقلاب ۱۹۵۲ در زمان اشغال مصر مربوط می‌شود. سروان یوسف المصری وارد جنگ با نظامیان انگلیسی می‌شود و تلاش می‌کند تا مانع از فرار یکی از بستگان فرمانده نظامی انگلیسی‌ها که یک دختر مصری را مورد تجاوز قرار داده است شود…

## تولید

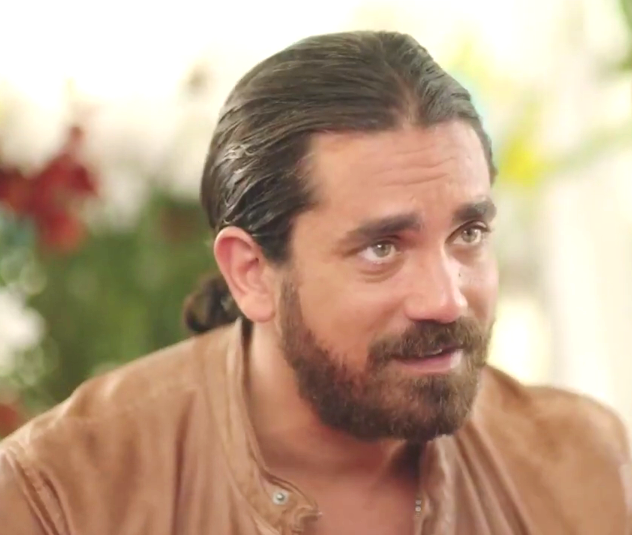
امیر کارارا

پیتر ممی داستان و فیلمنامه این فیلم را نوشت و فیلم نیز منتشر شد. تولیدکننده محمد السبکی تصمیم گرفت تا نمایش را به فصل آینده عید فطر در سال ۲۰۱۸ موکول کند به جای اینکه نیمه سال را ترک کند، چرا که کارگردان پیتر میمی در حال ویرایش و مخلوط کردن نیست. البابکی قبل از شروع فیلمبرداری اعلام کرد که او در طول تعطیلات نیمه ساله آن را اجرا خواهد کرد، اما به دلیل طولانی شدن صحنه‌های جنگی از این کار منصرف شد.

## فروش
فروش فیلم جنگ کرموز از تمام فیلم‌های سینمای مصر بیش تر بود. به طوری که با مجموع فروش ۵۷۳۴۸۰۱۸ پوند در صدر قرار گرفت و فیلم پرواز اجباری با فروش ۵۷۲۶۵۳۶۳ در رتبه دوم قرار گرفت. همچنین فیلم سلول ۵۳۶۰۵۹۲۰ پوند در گیشه فروخت.